# Brutus Hamilton
Brutus Hamilton   (Peculiar, 19 de juliol de 1900 - Berkeley, 28 de desembre de 1970) va ser un atleta estatunidenc que va competir en els anys posteriors a la Primera Guerra Mundial. Posteriorment exercí d'entrenador.
Hamilton va néixer a Peculiar, Missouri, i va créixer en una granja al costat de la granja familiar de Harry S. Truman. Als campionats estatals de High School de 1918 va guanyar les proves de salt d'alçada, salt de perxa, salt de llargada i llançament de pes. A la Universitat de Missouri va guanyar els campionats nacionals de decatló i pentatló de 1920. Això el va classificar per prendre part en els Jocs Olímpics d'Anvers de 1920. En ells va disputar dues proves del programa d'atletisme. Va guanyar la medalla de plata en el decatló, mentre en el pentatló fou sisè. Quatre anys més tard, als Jocs de París, fou setè en la competició del pentatló del programa d'atletisme.
A més de l'atletisme Hamilton també va jugar a futbol americà i bàsquet. En aquest darrer esport va guanyar el Campionat Nacional de l'AAU de 1923 amb el Kansas City Athletic Club. Després dels Jocs de 1924 es retirà i passà a exercir d'entrenador d'atletisme en diferents universitats. També fou entrenador dels equips olímpics estatunidencs als Jocs de 1932, 1936 i 1952.
Mort el desembre de 1970, el 1974 fou incorporat al National Track and Field Hall of Fame.